# Monika Wiskandt
Monika Wiskandt (* 22. Juni 1936 in Königsberg; † 27. Juli 2011 in Wuppertal) war eine deutsche Tischtennisspielerin. Sie gewann bei nationalen Meisterschaften insgesamt fünf Titel.

## Leben und Karriere
Mit 12 Jahren begann Monika Wiskandt mit dem Tischtennissport. Die Abwehrspielerin schloss sich dem ostdeutschen Verein SC Einheit Berlin an, mit dem sie von 1956 bis 1958 dreimal in Folge DDR-Mannschaftsmeister wurde. 1956 wurde sie DDR-Meisterin mit Renate Kohn im Doppel, zwei Jahre später – ausgetragen im November 1957 – mit Heinz Schneider im Mixed.
1957 und 1959 nahm sie an Weltmeisterschaften teil. 1959 wurde sie nur in den Individualwettbewerben nominiert.
Anfang 1958 verließ Wiskandt die DDR und schloss sich in der Bundesrepublik zunächst dem Barmer TTC Blau-Weiß-Gold und später dem Post SV Köln an. 1961 heiratete sie und trat danach unter Monika Lau an. Mehrere Medaillen holte sie bei den bundesdeutschen Meisterschaften: Silber 1959 im Mixed mit Hans Wilhelm Gäb sowie Bronze 1959 mit Hilde Gröber, 1962 mit Isolde Woschee und 1963 mit Gudrun Müller. In Berlin wurde sie beim Bundesranglistenturnier 1958 Vierte.
1963 beendete sie ihre Laufbahn und arbeitete an der Pädagogischen Akademie Wuppertal. Später heiratete sie nochmal und arbeitete dann unter dem Namen Wiskandt-Osthoff als Jugendwart beim Verein Fortuna Wuppertal, bei dem sie auch Ehrenmitglied wurde.
Monika Wiskandt starb im Juli 2011 und wurde auf See bestattet.

## Turnierergebnisse
| Verband | Veranstaltung     | Jahr | Ort       | Land | Einzel     | Doppel    | Mixed      | Team |
| ------- | ----------------- | ---- | --------- | ---- | ---------- | --------- | ---------- | ---- |
| FRG     | Weltmeisterschaft | 1959 | Dortmund  | FRG  | letzte 128 | letzte 32 | letzte 128 |      |
| GER     | Weltmeisterschaft | 1957 | Stockholm | SWE  | letzte 32  | letzte 32 | letzte 32  | 14   |